# Емстер
Емстер (нід. Eemster) — селище в нідерландській провінції Дренте. Входить до муніципалітету Вестервелд.
Його площа становить 11,63 км², а населення станом на 2021 рік складало 340 осіб.
Перша згадка про населений пункт датується 1210 роком.